# Maharaj Krishan Kaushik
Maharaj Krishan Kaushik (* 2. Mai 1955 in Neu-Delhi; † 8. Mai 2021 ebenda) war ein indischer Hockeyspieler.
Kaushik gewann mit der Indischen Hockeynationalmannschaft bei den Olympischen Spielen 1980 in Moskau die Goldmedaille. Nach seiner aktiven Karriere war er als Nationaltrainer bei den Herren und Damen tätig.
1998 wurde er mit dem Arjuna Award ausgezeichnet.
Kaushik war 2007 an der Entwicklung des Bollywood-Films Chak De! India – Ein unschlagbares Team beteiligt.
Am 8. Mai 2021 starb Kaushik im Alter von 66 Jahren während der COVID-19-Pandemie in Indien an den Folgen einer SARS-CoV-2-Infektion.